# Victor Vidal Carton
Pour les articles homonymes, voir Carton.
Victor Vidal Carton, né le 6 janvier 1902 et mort le 11 avril 1970, était un homme politique irlandais. Il a été membre du Seanad Éireann à partir de 1954 jusqu'en 1969. Il a été élu à la 8e Seanad en 1954 par le Groupe du travail, et a été réélu lors des élections de 1957, 1961 et 1965. Il n'a pas contesté l'élection Seanad 1969.